# Limotettix kuwayamai
Limotettix kuwayamai är en insektsart som beskrevs av Hajime Ishihara 1966. Limotettix kuwayamai ingår i släktet Limotettix och familjen dvärgstritar. Inga underarter finns listade i Catalogue of Life.